# Avis de travaux urgents
Pour les articles homonymes, voir ATU.
Un Avis de Travaux Urgents (ATU) est une initiative qui s'impose en France à toute personne à l'origine de certains travaux caractérisés par l'urgence, avant qu'ils ne commencent. La procédure d’Avis de Travaux Urgents vise à garantir la sécurité des prestataires chargés d'interventions urgentes, ainsi qu'à éviter l’endommagement des réseaux de distribution du secteur.

## Conditions générales
Cette procédure ne concerne que l’exécution de travaux non prévisibles effectués en cas d'urgence justifiée par la sécurité, la continuité du service public, la sauvegarde des personnes ou des biens, ou en cas de force majeure ; tous cas où l’exécutant des travaux urgents est exempté de Déclaration d'intention de commencement de travaux (DICT).
L’ATU s’impose à l’intervenant qui entreprend des travaux d’urgence, au titre de l’article R. 554-32 du code de l’environnement. Ce dernier doit consulter le guichet unique afin d’obtenir  la liste et les coordonnées des exploitants de chacun des ouvrages sensibles (gaz, électricité…), selon les mêmes modalités que celles fixées par l'article R. 554-2. Un numéro de consultation obligatoire permettant le suivi de l’affaire est alors remis à l'intervenant. Ainsi, les travaux urgents situés dans une zone à proximité des réseaux sensibles sont rapidement signalés aux exploitants concernés, qui disposent alors des informations nécessaires pour répondre dans un délai compatible avec la situation d’urgence. Ces derniers peuvent ainsi communiquer au responsable de projet les informations nécessaires pour garantir la sécurité du chantier (plans d’emplacement des réseaux et consignes de sécurité).

## Variantes
Depuis juillet 2014, la procédure ATU diffère selon le délai de l’intervention :  
- l’avis informatif (délai d’intervention inférieur à 24 h. ouvrés) : avant le début de l’intervention, les exploitants de réseaux sensibles sont contactés par téléphone via le numéro d’urgence communiqué par le Guichet Unique. Les consignes de sécurité sont obtenues lors de cet appel, dans un délai compatible avec l'urgence. Le formulaire CERFA d’ATU est ensuite envoyé dans les meilleurs délais aux exploitants mais cet envoi, qui a pour but de régulariser le suivi de l’intervention, peut-être postérieur aux travaux.
- la demande d’information (délai d’intervention supérieur à 24 h. ouvrés) : le formulaire CERFA est envoyé aux exploitants de réseaux qui ont jusqu’à une demi-journée avant le démarrage des travaux pour répondre à la demande d’information. L’appel téléphonique n’est obligatoire que pour les exploitants de canalisations véhiculant du gaz, des hydrocarbures, des produits chimiques et les exploitants de réseaux électriques haute et très haute tension.